# Protectorat de Mauritània
El protectorat de Mauritània fou un territori francès al que avui és la moderna Mauritània que va existir entre 1903 i 1920. No va incloure els territoris més al nord que estaven en mans de tribus nòmades lliures i no es van sotmetre fins a 1934. El territori oriental de l'Hodh estava llavors subjecte a l'Alt Senegal i Níger.
El 1901 Xavier Coppolani, un cors expert en religió, confraries i tribus musulmanes, fou nomenat director del servei especial dels afers maures a la colònia del Senegal. Va exposar els seus projectes en el seu "Pla conjunt d'organització de les tribus maures" el 1901. El 1902 els territoris de Mauritània foren segregats de la colònia del Senegal i posats sota l'autoritat especial d'un Comissari del Govern general del Senegal (estiu de 1902) que fou, naturalment, Xavier Coppolani.
Amb contingents del Waalo i dels gandiolesos (de Gandiol) va establir al riu les posicions de Ndiago, Biak o Biakh, i Souet el-Ma per prendre el primer contacte amb les tribus; els Oulad Bou Sba de la riba esquerra i després les tribus marabútiques van respondre a la crida del comissari. Coppolani va convidar a l'emir de Trarza Ahmed Salum II Ould Ali a reunir als seus partidaris a Garak; el desembre de 1902 l'emir ho va intentar però una bona part dels Oulad Ahmed ben Daman i gairebé tots els Oulad Daman, no hi eren, ja que afavorien a un pretendent i no van tardar a proclamar a aquest, Sidi Ould Mohammed Fal, com a emir. Cheik Sidïa, el gran marabut del centre del país i cap dels Oulad Biri, els va calmar però a Dagana Coppolani ja s'havia adonat de la debilitat de l'emir i intentava la seva abdicació. Aquest va establir els seus campaments a Khéo i a Garak al darrere de les posicions franceses, i es va dedicar a esperar igual que feien els partidaris de Sidi més al nord.
Coppolani es va entendre amb les tribus marabútiques generalment berbers i dedicades a la religió i contràries a tota guerra; va rebre delegacions dels Oulad Diman, dels Tendgha i dels Tadjakant. Va sortir el 15 de desembre de 1902 de Souet el-Ma i va avançar progressivament a l'interior on va establir les posicions franceses de Khroufa i Nouakchot (gener i febrer de 1903). Va treballar per reunir als caps guerrers trarzes i va prendre a sou com a caps dels irregulars a un antic visir de l'emir de nom Khayaroum, a Othman ould Brahim Khalil i a Bou Bakar Ciré, que dirigien la major part dels guerrers Oulad Ahmed ben Daman. Coppolani va embarcar el febrer de 1903 a Nouakchot i va tornar per mar a Saint Louis del Senegal.
El protectorat fou declarat el 12 de maig de 1903 i Coppolani fou nomenat el primer comandant. Coppolani havia anat a França, però va retornar a l'estiu i va assolir la direcció. Pels esdeveniments que van seguir al protectorat cal veure: Emirat de Trarza (conquerit el 1903); Emirat de Brakna (conquerit el 1904); Emirat de Tagant (conquerit el 1905); Emirat d'Adrar (conquerit el 1909). Realment el protectorat no era pròpiament sobre els quatre emirats sinó sobre els maures; gairebé l'únic que fou considerat un protectorat especial fou l'Adrar perquè tenia frontera internacional amb el Río de Oro, però des de 1920 l'emir va passar a ser un cap indígena.
El decret d'1 de desembre de 1920 va posar fi al règim de protectorat i el va transformar en colònia de Mauritània amb efecte 1 de gener de 1920, alineada amb la resta de colònies de l'Àfrica Occidental Francesa de la que formava part des de 18 d'octubre de 1904. Des de 1920 l'administració exerciria tots els poders judicials, financers i militars; la funció d'emir fou assimilada a la dels caps indígenes.

## Comissionats
- 12 maig 1903 - 12 maig 1905 Xavier Coppolani (fins a novembre 1904 comandant)
- 12 maig 1905 - 27 maig 1905 Louis Frèrejean (interí)
- 27 maig 1905 - novembre 1907 Bernard Laurent Montané-Capdebosq
- novembre 1907 - 1909 Henri Joseph Eugène Gouraud
- 1909 Claudel (interí)
- 1909 Aubert (interí)
- 1 gener 1910 - 1 març 1912 Henri Hippolyte Patey
- 1 març 1912 - 25 maig 1914 Charles Paul Isidore Mouret
- maig 1914 - 20 novembre 1916 Louis Jules Albert Obissier
- 20 novembre 1916 - 11 desembre 1920 Nicolas Jules Henri Gaden